# Holzkirchen (Balhorn)
Koordinaten: 51° 17′ 4″ N, 9° 13′ 31″ O
Holzkirchen war eine Dorfsiedlung in der heutigen Gemarkung von Balhorn, einem Ortsteil der Gemeinde Bad Emstal im nordhessischen Landkreis Kassel. Sie wurde im Jahre 1081 erstmals urkundlich erwähnt und war spätestens 1334 bereits wüst.

## Geographische Lage
Der Ort lag etwa 1,5 Kilometer nordnordwestlich von Balhorn auf 341 m Höhe in der Flur „Holzkirchen“ (mundartlich „Holzkerchen“). In unmittelbarer Nähe befindet sich am Wolfhager Weg der „Holzkirchenborn“, eine heute gefasste Quelle, von der eine Wasserleitung zum Friedhof am nordwestlichen Ortsrand von Balhorn verläuft. Die Bundesstraße 450 von Fritzlar im Süden nach Wolfhagen im Norden verläuft rund 600 Meter östlich der Wüstung.

## Geschichte
Im Bereich der Wüstung wurden Keramikfunde aus dem 13. bis 15. Jahrhundert ausgegraben, und bei Erdarbeiten zu Beginn des 20. Jahrhunderts wurden in der Nähe der Quelle eine Menge menschlicher Gebeine gefunden, die offenkundig vom Kirchfriedhof des aufgegebenen Dorfs stammten.
Der Ort wurde im Jahre 1081 in einer Mainzer Urkunde erstmals erwähnt, laut der Erzbischof Siegfried I. dem im Jahre 1074 gegründeten Kloster Hasungen den Besitz der dem Kloster von Godebold und Erkinbert geschenkten Güter im „vicus“ „Holzchirgon“ bestätigte. Im Februar 1240 fand der Ort erneut Erwähnung in einer Urkunde des Klosters Hasungen, als der Pleban Heinrich von „Holtkirken“ einer der Zeugen eines Gütertauschs zwischen den Kirchen von Todenhausen („Dudenhusen“) und Schützeberg („Scuteberc“) war. Der Zehnt aus Holzkirchen stand dem St. Petri-Stift in Fritzlar zu.
Der Ort war mindestens ab 1235, als in der Zeugenliste eines Güterkaufes des Klosters Haina ein Pleban in „Holzkerchen“/„Holzkerken“ genannt wird, Kirchdorf. 1319 war der Pfarrer Walthelm von „Holzkircheyn“ Zeuge eines Güterverkaufs des Klosters Merxhausen an das Kloster Ahnaberg, und noch bis 1350 werden Pfarrer in Holzkirchen erwähnt. Das Kirchenpatronat lag beim Abt von Hasungen, und mehrere Orte in der Umgebung waren nach Holzkirchen eingepfarrt.
Das Dorf wurde bereits 1334 als wüst bezeichnet, als Landgraf Heinrich II. tauschweise seine Gefälle in „Holczkirchin“ und den Wüstungen Herbshausen, Bründersen, Ober-Nothfelden und Hildegersen dem Kloster Hasungen überließ. Die Kirche des Orts bestand jedoch noch länger, war dann aber 1345 vom Einsturz bedroht. In diesem Jahr wird Degenhard als Pleban von „Holczkirchin“ genannt, der die Glocken der Kirche restaurieren ließ; auch 1350 wird er (Deynhardus) noch als dortiger Pfarrer erwähnt. Im Jahre 1367 erscheint dann erstmals Balhorn, wo bereits 1342 eine Kirche und ein Friedhof genannt wurden, als Sitz einer Pfarrei, womit die Verlegung der Pfarrei von Holzkirchen nach Balhorn in diese Zeit gefallen sein dürfte.
Die Feldmark des wüst gefallenen Dorfs blieb noch mehr als 500 Jahre bestehen. Im Jahre 1515, als der Ort letztmals urkundlich erschien, zahlten noch neun Personen dem Kloster Hasungen Gült von Gütern in der Gemarkung. Erst in der zweiten Hälfte des 19. Jahrhunderts wurde sie in die Gemarkung von Balhorn eingegliedert, ebenso wie Teile der Gemarkungen von Gershausen, Simmenhausen und Schwalgenhausen.